# Mohammed Hatta
Dr. Mohammed Hatta, geboren als Muhammad Athar, ook Bung Hatta genoemd (Fort de Kock, 12 augustus 1902 – Jakarta, 14 maart 1980) was een Minangkabauer, econoom, strijder voor de onafhankelijkheid van Indonesië, politicus en de eerste vicepresident van de Republiek Indonesië. Ook was hij enige tijd premier.
Mohammed Hatta ging naar de middelbare school in Batavia (het huidige Jakarta) en studeerde vanaf 1921 handelswetenschappen in Rotterdam aan de Handelshogeschool (nu de Erasmus Universiteit geheten). Hij sloot zich aan bij de Indische Vereeniging, waarvan de naam in 1922 veranderd werd naar Indonesische Vereeniging - de eerste keer dat de naam Indonesië gebruikt werd als symbool voor een nieuwe natie. Uiteindelijk werd de naam veranderd in het Maleis, Perhimpoenan Indonesia. Hatta was penningmeester (1922—1925) en later voorzitter. In het tijdschrift van de vereniging Indonesia Merdeka (Indonesië Vrij), dat vanaf 1925 werd uitgegeven, gaf hij aan dat de weg naar vrijheid voor Indonesië lag in non-coöperatie en massa-actie. Iedere samenwerking met Nederland en deelname aan koloniale instituties werd principieel afgewezen.
In februari 1927 ging Hatta, samen met enkele andere PI-leden, naar het oprichtingscongres van de "Liga tegen Imperialisme en Koloniale Onderdrukking" in Brussel. Dit congres, dat was geïnitieerd door de Duitse communist Willi Münzenberg en dat onder sterke communistische invloed stond, probeerde antikoloniale nationalisten uit de koloniën met de Europese arbeidersbeweging samen te brengen. Aanwezig waren onder anderen Jawaharlal Nehru van de Indian National Congress, de Senegalese communist Lamine Senghor van het Comité de Defense de la Race Nègre, en Messali Hadj van de 'Etoile Nord-Africaine'. Hatta werd gekozen in het Uitvoerend Comité van de Liga tegen Imperialisme en werkte als zodanig intensief samen met Nehru en andere leden.
Zijn activiteiten binnen deze beweging, en zijn contacten met vooraanstaande communisten, werden niet op prijs gesteld door de Nederlandse autoriteiten, en in september 1927 werd hij samen met drie andere PI-leden opgepakt en aangeklaagd voor opruiing. In maart 1928 werd hij vrijgesproken. De brochure Indonesië Vrij die hij schreef in de cel werd een klassieker in de Indonesische nationale beweging.
In 1932 studeerde hij af (handelswetenschap, staatkundig-economische richting) en keerde terug naar Indonesië. Daar sloot hij zich aan bij de Club Pendidikan Nasional Indonesia ("Indonesische Club voor Nationale Opvoeding") die tot doel had het politieke bewustzijn van de bevolking te verhogen door middel van trainingen. In februari 1934 arresteerde de Nederlandse overheid Hatta weer, samen met Soetan Sjahrir, die voorzitter was van voorgenoemde club. Hatta werd voor zes jaar in kampen in Boven-Digoel en Banda geïnterneerd.
Aan het einde van de Japanse bezetting van Nederlands-Indië was Hatta lid van het Onderzoekscomité ter voorbereiding op de Indonesische onafhankelijkheid (BPUPK) en vervolgens vicevoorzitter van het Voorbereidend Comité voor de Indonesische Onafhankelijkheid (PPKI). Op 17 augustus 1945 werd in een door Soekarno en Hatta ondertekende proclamatie de Republik Indonesia uitgeroepen. Hatta werd tot vicepresident benoemd, met Soekarno als president.
Naast vicepresident werd Hatta op 29 januari 1948 ook benoemd tot minister-president. Hij leidde de kabinetten Hatta I en Hatta II. Tijdens het eerste kabinet vond de tweede politionele actie actie plaats, en werd hij verbannen naar Bangka. Het kabinet-Hatta I bleef officieel in functie, maar de taken werden tussen 19 december 1948 en 13 juli 1949 overgenomen door het kabinet Darurat ("noodkabinet"). In december 1949 vond de soevereiniteitsoverdracht van Nederland aan de Verenigde Staten van Indonesië (VSI) plaats. Vlak daarvoor, op 20 december 1949, benoemde Soekarno Hatta tot premier van de regering van de Verenigde Staten van Indonesië. Direct na de beëdiging reisde Hatta naar Amsterdam, waar hij de soevereiniteitsoverdracht in het Paleis op de Dam bijwoonde. In augustus 1950 maakte Soekarno al een einde aan de VSI en de Republiek Indonesië werd een eenheidsstaat. Hatta bleef vicepresident, maar Muhammad Natsir werd de nieuwe premier van het Kabinet-Natsir.
In 1955 vonden de eerste vrije verkiezingen plaats. Hatta werd opnieuw vicepresident. Maar in het jaar 1956 trad hij eigener beweging af. Hij trok zich terug uit het openbare leven.
Dr. Mohammed Hatta overleed in 1980 en werd begraven in Tanah Kusir, Jakarta.
In 2012 werd hij postuum geëerd met de titel Nationale held van Indonesië.
Zijn naam is ook, samen met die van Soekarno, gegeven aan de luchthaven van Jakarta: Soekarno-Hatta International Airport (Bandara Soekarno-Hatta).

## Varia
- Tijdens zijn leven heeft hij maar één tv-interview gegeven. Dit was voor de omroep VPRO midden in de jaren zeventig en maakte deel uit van de documentaire Indonesia Merdeka (1976). Hatta spreekt hierin Nederlands en hij werd geïnterviewd door Roelof Kiers.

## Publicaties
- Menindjau Masalah Kooperasi (Jajasan Pembangunan, Jakarta, 1954).